# Буффавенто
Буффавенто (італ. Buffavento — захист від вітрів) — замок на півночі Кіпру. Свою назву отримав через високогірне розташування (950 метрів над рівнем моря).

## Історія

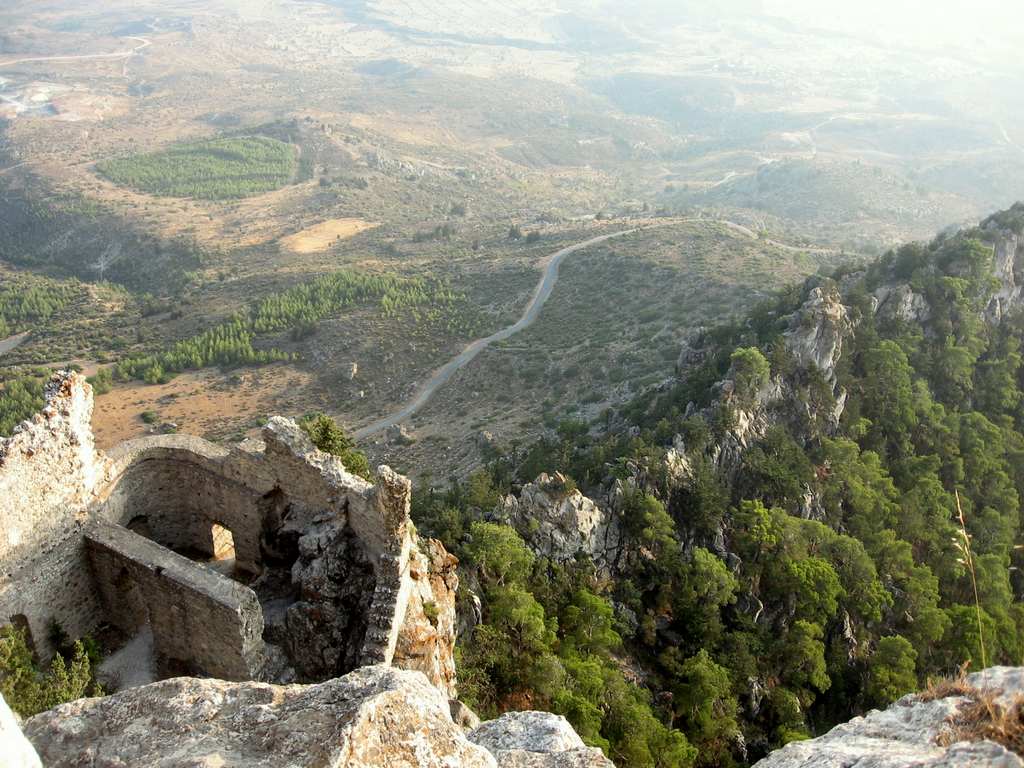
Замок Буффавенто

Розташовується в Кіренійських горах між замками  Святого Іларіона та Кантара, і як і вони був споруджений для захисту від арабських набігів та контролю за найважливішими переходами через гори. Між замками була налагоджена система сигнального сповіщення за допомогою вогнів великих смолоскипів.
Нижня частина замку споруджена, ймовірно, візантійцями в XI столітті.
У XIV столітті замок розширений й укріплений Лузіньянами, під контроль яких потрапив. У той же час він став використовуватися і в якості в'язниці. Під час контролю над островом венеційців, замок втратив своє значення, поступившись ним іншим прибережним замкам.